# Грейхаунд (фильм)
«Грейхаунд» (англ. Greyhound) — военная драма Аарона Шнайдера, посвящённая североатлантическим конвоям и их охране в самый драматичный период Битвы за Атлантику. В центре сюжета эскадренный миноносец типа Fletcher USS Keeling (позывной «Грейхаунд»), флагман боевого охранения конвоя. Основная сюжетная линия — борьба конвоя с группой немецких подводных лодок — волчьей стаей. Основная сцена — на мостике и палубе эсминца. В главной роли капитана эсминца Том Хэнкс. Основан на сильно изменённом сюжете романа Сесила Скотта Форестера, в съёмках использовались корабли-музеи стран коалиции, аналогичные описываемым в романе, но из более новых серий или уже модернизированные.
Фильм должен был выйти в кинопрокат США 12 июня 2020 года при поддержке Sony Pictures Releasing, но из-за эпидемии COVID-19 права на показ были проданы видеосервису Apple TV+, который выпустил фильм 10 июля 2020 года в цифровом формате.

## Сюжет
Действие фильма происходит во времена Второй мировой войны, в 1942 году. Капитан Эрнест Краузе, относительно немолодой для своего чина морской офицер и весьма набожный христианин, получил под командование эскадренный миноносец «Килинг» (USS Keeling) типа «Флетчер» (позывной «Грейхаунд»). Для него и его команды это первый атлантический конвой. В море он не может нормально спать. Действие фильма (после небольшого пролога) начинается на краю дальности действия авиации прикрытия ВВС США, когда конвой покидает летающая лодка «Каталина». Следующие несколько суток конвой должен пересечь «Чёрную яму» — район действия немецких "волчих стай", где можно полагаться только на силы боевого охранения. Оно смешанное и состоит из 2-х британских, американского эсминцев, канадского корвета и спасательного судна США, которых явно не хватает для прикрытия всего ордера конвоя.
В первом столкновении с подводной лодкой эсминец одерживает неподтверждённую победу (мазутное пятно на волнах), но активное маневрирование снижает и без того небольшой запас топлива и глубинных бомб. В следующую ночь «волчья стая» атакует одновременно, один за другим торпеды поражают транспорты и танкеры, причём спасательные операции отвлекают конвой от защиты оставшихся судов, подвергая опасности участвующие в них корабли, а в путанице боя суда хоть и избегают столкновений, но страдают от «дружественного огня». Боезапас эсминца и судов охранения снизился до минимума, а до британского воздушного прикрытия ещё сутки хода. Краузе решает нарушить радиомолчание. Немецкий капитан выходит на связь на частоте конвоя и в открытом эфире нагнетает атмосферу угрозами. Хотя уже при свете дня, совместными усилиями и удаётся расстрелять ещё одну подлодку врага, но (после похорон павших моряков в море) следующей же ночью конвой вновь теряет суда, а его охранение теряет один из британских конвойных эсминцев (с польским экипажем), причем все оставшиеся в нём корабли теперь имеют повреждения и неполадки. В последнем бою «Грейхаунд» чудом выживает, когда взрыватель торпеды не сработал при скользящем контакте. Он топит ещё одну подлодку, а вторую уничтожает американская «Каталина», вышедшая на точку рандеву с берегов Британии. Сменный британский конвой, удивлённый такими успехами новичка в борьбе с подлодками, подменяет повреждённые корабли. По приказу Британского адмиралтейства они должны следовать в порт Лондондерри на ремонт. «Грейхаунд» обгоняет главный транспорт конвоя и в короткий солнечный просвет в облаках шедший в каюту капитан Краузе смотрит, как пехотинцы и моряки с транспорта приветствуют своего спасителя. После этого он впервые смог заснуть. В титрах фильма зрителю показывают цифры потерь союзников в ходе Битвы за Атлантику.

## В ролях
| Актёр              | Роль                        |
| ------------------ | --------------------------- |
| Том Хэнкс          | капитан Эрнест Краузе       |
| Элизабет Шу        | Эвелин, любимая Эрнста      |
| Стивен Грэм        | старший помощник Чарли Коул |
| Ли Норрис[откуда?] |                             |
| Карл Глусман       | Рэд Эпштэйн                 |
| Рульфо, Мануэль    | Мелвин Лопес                |
| Том Бриттни        | лейтенант Уотсон            |
| Девин Друид        | Гомер Уоллес                |
| Грэйсон Расселл    | первый сигнальщик           |
| Роб Морган         | стюард Джордж Кливленд      |
| Джош Уиггинс       | радист                      |

## Отзывы
Фильм в целом был хорошо встречен американской критикой, отмечается суровая сдержанность подачи и внимание к историческим деталям. На сайте-агрегаторе Rotten Tomatoes он получил высокий рейтинг одобрения 77 % на основе 239 обзоров, со средней оценкой 6,5/10.
Обозреватель сайта «Медуза» отметил эмоциональную сдержанность, старомодность и качественное исполнение фильма. Павел Воронков в рецензии для Газеты.Ru констатировал, что при однообразии декораций среди мрачных волн Атлантики сюжет эмоционально не отпускает зрителя.
Российский историк-маринист Мирослав Морозов, отмечая право художественного фильма на художественным вымысел, обратил внимание на некорректность использования имён (названий), относящихся к именным временны́м периодам или местам, и на множество ошибок в описании техники и тактики действий противолодочных кораблей и подводных лодок. В качестве альтернативы он рекомендовал к просмотру британский фильм «Жестокое море» 1953 года, удостоенный нескольких номинаций BAFTA и «Оскара».